# Wicca au Québec
Au Québec, entre 500 et 700 personnes pratiqueraient la Wicca. La majorité des Wiccans se situent à Montréal, Québec ou encore Gatineau. Des communautés physiques, virtuelles, francophones et anglophones existent.
Cette religion suscite une certaine curiosité. L'école de magie wiccane Crescent Moon, fondée à Montréal en 1995, a fait l'objet de reportages du Huffington Post en 2015 et de Vice en 2017.